# Dou (Burkina Faso)
Pour les articles homonymes, voir Dou (homonymie).
Dou est localité située dans le département de Dablo de la province du Sanmatenga dans la région Centre-Nord au Burkina Faso. 

## Histoire
Depuis 2015, le nord de la province est soumis à des attaques djihadistes terroristes récurrentes entrainant des conflits entre les communautés Peulh et Mossi et des déplacements internes massifs de populations vers les camps du sud de la province à Barsalogho et Kaya. Dans ce contexte, six supplétifs civils de l'armée burkinabè sont tués lors d'une embuscade menée près de Dou le 1er avril 2021. 

## Éducation et santé
Le centre de soins le plus proche de Dou est le centre de santé et de promotion sociale (CSPS) de Dablo tandis que le centre médical avec antenne chirurgicale (CMA) de la province se trouve à Barsalogho et que le centre hospitalier régional (CHR) est à Kaya. 
Le village possède une école primaire publique.